# 吉良親實
吉良亲实（1563年-1588年） 日本战国时代的武将，长宗我部氏家臣。幼名新十郎，父亲为吉良亲贞，其正室是长宗我部元亲的女儿。
对于元亲溺爱四子长宗我部盛亲的行为非常反感。在长宗我部元亲的嫡子长宗我部信亲战死后，于家督继承人的问题而推荐元亲次子香川亲和，与推荐元亲四子盛亲的重臣久武亲直对立。当元亲杀死次子亲和后立年幼的盛亲为家督时，亲实表示了强烈的反对，结果久武亲直向元亲进谗言下，于1588年被元亲下令切腹自杀。